# Pikaresk
Pikaresk eller pikareskroman (av spanskans picaresco, "skurkaktig", "skälmsk", ytterst av pícaro, "skälm", "odåga", "skurk", på svenska även kallad skälmroman) är en roman bestående av kortare episoder snarare än en enhetlig berättelse. Handlingen hålls samman av exempelvis en kringresande vagabond. Utmärkande är bland annat ett stort persongalleri av litterära figurer, att handlingen inte är bunden till en viss social miljö eller klass och att den har någon form av kritiskt perspektiv.
Romantypen uppstod vid mitten av 1500-talet i Spanien. Några exempel på pikareskromaner är Lazarillo de Tormes av okänd spansk författare, Der Abentheuerliche Simplicissimus Teutsch av Hans Jakob Christoffel von Grimmelshausen från 1600-talet, Gil Blas av Alain-René Lesage, Don Quijote av Miguel Cervantes och Tom Jones av Henry Fielding från 1700-talet.
Från senare tid finns böcker av författare ur den så kallade nypikareska skolan såsom Saul Bellow och Iris Murdoch.